# Привольненский сельсовет (Ставропольский край)
Приво́льненский сельсовет — упразднённое сельское поселение в Красногвардейском районе Ставропольского края России.
Административный центр — село Привольное.

## История
Статус и границы сельского поселения установлены Законом Ставропольского края от 4 октября 2004 год № 88-кз «О наделении муниципальных образований Ставропольского края статусом городского, сельского поселения, городского округа, муниципального района».
С 16 марта 2020 года, в соответствии с Законом Ставропольского края от 31 января 2020 г. № 8-кз все муниципальные образования Красногвардейского муниципального района были преобразованы путём их объединения в единое муниципальное образование Красногвардейский муниципальный округ.

## Население
| 1989  | 2002  | 2010  | 2011  | 2012  | 2013  | 2014  |
| ----- | ----- | ----- | ----- | ----- | ----- | ----- |
| 3423  | ↗3645 | ↘3508 | ↘3496 | ↘3460 | ↘3397 | ↗3404 |
| 2015  | 2016  | 2017  | 2018  | 2019  | 2020  |       |
| ↘3379 | ↘3369 | ↘3319 | ↗3344 | ↘3342 | ↘3338 |       |

### Национальный состав
По итогам переписи населения 2010 года проживали следующие национальности (национальности менее 1 %, см. в сноске к строке «Другие»):
| Национальность | Численность | Процент |
| -------------- | ----------- | ------- |
| Русские        | 3277        | 93,42   |
| Цыгане         | 88          | 2,51    |
| Даргинцы       | 38          | 1,08    |
| Другие         | 105         | 2,99    |
| Итого          | 3508        | 100,00  |

## Состав сельского поселения
| № | Населённый пункт | Тип населённого пункта       | Население |
| - | ---------------- | ---------------------------- | --------- |
| 1 | Богомолов        | хутор                        | ↘140      |
| 2 | Привольное       | село, административный центр | ↘3319     |